# Baškirji
Baškirji (baškirsko Башҡорттар, latinizirano Bashqorttar, IPA [bɑʃqortˈtɑr]; rusko Башкиры izgovorjava [bɐʂˈkʲir.ɨ]) so kipčaška, turška  etnična skupina, domorodna v Rusiji. Skoncentrirani so v Baškortostanu, republiki Ruske federacije in v širši zgodovinski regiji Badzhgard (Baškirija), ki se razteza na obeh straneh |Urala, kjer se vzhodna Evropa sreča s severno Azijo. Manjše skupnosti Baškirjev živijo tudi v Republiki Tatarstan, oblasteh Permskega okraja, Čeljabinsk, Orenburga, Tjumena, Sverdlovska in Kurgana ter drugih oblasteh Rusije; precejšnje manjšine obstajajo v Kazahstanu in Uzbekistanu.
Večina Baškirjev govori baškirski jezik, ogrožen jezik, ki je tesno povezan s tatarskim in kazahstanskim jezikom, ki spadata v kipčaško vejo turških jezikov; imajo skupne zgodovinske in kulturne sorodnosti s širšimi turškimi narodi. Baškirji so večinoma sunitski muslimani hanefijske vere madhab, ki sledijo doktrini džadida. Prej nomadski in močno neodvisni Baškirji so postopoma prišli pod rusko oblast od 16. stoletja; od takrat so igrali pomembno vlogo v zgodovini Rusije, ki je dosegla vrhunec v njihovem avtonomnem statusu znotraj Ruskega imperija, Sovjetske zveze in postsovjetske Rusije.

## Etnonim
O etimologiji in resničnem pomenu endonima Bashqort se že dolgo razpravlja.
Ime Bashqort je znano že od 10. stoletja, večina raziskovalcev je ime etimologizirala kot »glavni/vodja/glava« (bash) + »volk« (qort je arhaično ime za žival), torej »volčćji vodja« (iz prednik totemskega junaka).
Ta prevladujoča ljudska etimologija se nanaša na legendo o selitvi prvih sedmih baškirskih plemen iz doline reke Sir Darja v regijo Volga-Ural. Legenda pripoveduje, da je Baškirjem dala zeleno in rodovitno zemljo boginja plodnosti Tengrisma Umay (lokalno znana tudi kot Omay-äsa), zaščitena z legendarnimi Uralskimi gorami (v skladu z znamenito baškirsko epsko pesnitvijo Ural-Batir). Poslan je bil volk, da bi ta plemena vodil v njihovo obljubljeno deželo, torej bash-qort, 'vodeči volk'. Etnografi V. N. Tatiščev, P. I. Ričkov in Johann Gottlieb Georgi so podali podobne etimologije v 18. stoletju.
Čeprav je to prevladujoča teorija za etimologijo izraza bashqort, so bile oblikovane druge teorije:
- Leta 1847 je zgodovinar V. S. Jumatov ugibal, da je bil prvotni pomen "čebelar" (qort je spremenil pomen v sodobnem jeziku Baškirjev in zdaj pomeni "čebela").
- Zgodovinar in etnolog A. E. Alektorov je predlagal, da je Bashqort pomenil »različen narod«.
- Antropolog R. M. Jusupov je menil, da je Bashqort prvotno lahko bila iranska sestavljena beseda, ki pomeni »otroci volka« ali »potomci junakov«, na podlagi besed bacha - potomec, otrok in gurd - junak ali gurg - volk.
- Zgodovinar in arheolog Mihail Artamonov je predlagal, da je beseda pokvarjeno ime Bušxk' (ali Bwsxk), plemena Skiti, ki je živelo na območju, ki je danes znano kot Baškortostan.[23]
- Po mnenju orientalista Douglasa Mortona Dunlopa je etnonim Bashqort izpeljan iz beshgur (ali bashgur), kar v sodobnem jeziku pomeni »pet plemen«.
- Etnolog N. V. Bikbulatov je predlagal, da izraz izvira iz imena legendarnega hazarskega vojskovodje po imenu Bašgird, ki je vladal območju ob reki Jaiıq.
- Etnolog R. G. Kuzeev je etnonim izpeljal iz morfemov bash »vodja, glava« in qort »pleme«.
- Zgodovinar in jezikoslovec András Róna-Tas je trdil, da je etnonim Baškir bolgarski turški refleks madžarskega endonima Magjar (ali staromadžarskega Majer).

## Zgodovina

### Izvor
Baškirsko skupino so tvorila turška plemena južnosibirskega in srednjeazijskega izvora, ki so se pred selitvijo na južni Ural precej časa potepala po stepah Aral-Sir Darja (današnji osrednji-južni Kazahstan) in prišla v stik z plemena Pečenegi-Oguzi in Kimak-Kipčaki. Zato je mogoče opaziti, da Baškirji izvirajo iz istih plemen, ki sestavljajo sodobne Kazahstance, Kirgize in Nogajce, vendar je prišlo do precejšnje kulturne in majhne etnične izmenjave s plemeni Oguških Turkov.
Selitev v dolino Južnega Urala je potekala med koncem 9. stoletja in začetkom 10. stoletja, vzporedno s selitvijo Kipčakov na sever.

### Srednji vek
Prvo poročilo o Baškirjih je bilo morda v kitajski kroniki Knjiga Sui (636 n. št.). V rubriki Pripoved o ljudstvu Tiele je bilo imenovanih okoli 40 turških plemen Tiele; Baškirji bi lahko bili vključeni v to pripoved, če bi plemensko ime 比干 (mandarinsko Bǐgān < srednje kitajsko ZS: *piɪX-kɑn) brali kot 比千 (Bĭqiān < *piɪXt͡sʰen), po kitajskem učenjaku Rui Čuanming.
V 7. stoletju so bili Baškirji omenjeni tudi v armenskem Ashkharhatsuyts, najstarejša knjiga o geografiji v Matenadaranu.
Vendar se te omembe lahko nanašajo na predhodnike plemen Kipčak Baškirjev, ki so pred selitvijo potovali po regiji Aral-Sir Darja. Knjiga Sui je morda omenjala "Baškirje", ko so turška ljudstva še potovala po južni Sibiriji.
V 9. stoletju, med preseljevanjem Baškirjev v regijo Volga-Ural, so izpričana prva arabska in perzijska pisna poročila o Baškirjih. Sem spadajo poročila Sallama al-Tardjumana, ki je okoli 850 potoval na ozemlja Baškirjev in orisal njihove meje.
V 10. stoletju je perzijski zgodovinar in polimat Abu Zayd al-Balkhi Baškirje opisal kot ljudstvo, razdeljeno v dve skupini: ena je naseljevala južni Ural, druga pa je živela na Donavski ravnici blizu meja Bizanca. Ibn Rustah, sodobnik Abu Zayda al-Balkhija, je opazil, da so bili Baškirji neodvisno ljudstvo, ki je zasedlo ozemlja na obeh straneh grebena Uralskih gora med rekami Volga, Kama in Tobol ter gorvodno od reke Yaik.
Ahmad ibn Fadlan, veleposlanik bagdadskega kalifa Al-Muktadirja pri guvernerju Volške Bolgarije, je napisal prvi etnografski opis Baškirjev leta 922. Baškirji so bili po Ibn Fadlanu bojevit in močan narod, ki so ga on in njegovi spremljevalci (skupaj pet tisoč ljudi, vključno z vojaško zaščito) »pozor ... z največjo grožnjo«. Opisali so jih, da se ukvarjajo z govedorejo. Po ibn Fadlanu so Baškirji častili dvanajst bogov: zimo, poletje, dež, veter, drevesa, ljudi, konje, vodo, noč, dan, smrt, nebo in zemljo ter najvidnejšega, boga neba. Očitno se je islam že začel širiti med Baškirji, saj je bil eden od veleposlanikov muslimanski Baškir. Po pričevanju Ibn Fadlana so bili Baškirji Turki, ki so živeli na južnih pobočjih Urala in so zasedali ogromno ozemlje do reke Volge. Na jugu so mejili na Oguške Turke, na jugovzhodu na Pečenege in na zahodu na Bolgare.
Najzgodnejši vir, ki podaja geografski opis ozemlja Baškirjev, Mahmud al-Kašgarijev Divanu Lugat'it Turk (1072–1074), vključuje zemljevid z začrtano regijo, imenovano Fiyafi Bashqyrt (baškirske stepe). Kljub pomanjkanju veliko geografskih podrobnosti skica zemljevida kaže, da so Baškirji naseljevali ozemlje, ki meji na Kaspijsko jezero in dolino Volge na zahodu, Uralsko gorovje na severozahodu in dolino Irtiš na vzhodu, kar daje grob obris območja.
Said Al-Andalusi in Muhammad Al-Idrizi omenjata Baškirje v 12. stoletju. O Baškirjih so pisali tudi avtorji iz 13. stoletja Ibn Sa'id al-Maghribi, Yaqut al-Hamawi in Qazvini ter avtorja iz 14. stoletja Al-Dimaški in Abu'l-Fida.
Prvi evropski viri, ki so omenjali Baškirje, so bila dela Joannesa de Plano Carpinija in Williama iz Rubruquisa iz 13. stoletja.
Do leta 1236 je Džingiskan vključil dežele Baškortostana v svoje cesarstvo. V 13. in 14. stoletju je bil ves Baškortostan sestavni del Zlate horde. Brat Batu kana, Šeibani, je prejel baškirske dežele vzhodno od Uralskih gora.
Po razpadu Mongolskega cesarstva so bili Baškirji razdeljeni med Nogajsko hordo, Kazanski kanat in Sibirski kanat, ustanovljeno v 15. stoletju.

### Sodobnost
Sredi 16. stoletja je Rusko carstvo postopoma osvojilo Baškirje.[26] Primarni dokumenti, ki so se nanašali na Baškirje v tem obdobju, so bili izgubljeni, čeprav so nekateri omenjeni v šežerjih (družinskih drevesih) Baškirjev.
V obdobju Ruskega imperija so se v Baškortostan začeli seliti Rusi in Tatari, kar je povzročilo končne demografske spremembe v regiji. Rekrutacija Baškirjev v rusko vojsko in plačilo visokih davkov sta pritiskala na mnoge Baškirje, da so sprejeli bolj ustaljen življenjski slog in počasi opustili svojo starodavno nomadsko pastirsko preteklost.
V poznem 16. in zgodnjem 19. stoletju so Baškirji zasedli ozemlje od reke Silve na severu, do povodja reke Tobol na vzhodu, srednjega toka reke Jaik (Ural) na jugu; na Srednjem in južnem Uralu, Cis-Uralu, vključno z ozemljem Volge in Trans-Uralstom, ter vzhodnem bregu reke Volge na jugozahodu.

### Baškirski upori v 17.–18. stoletju
Baškirji so sodelovali v uporih 1662–1664, 1681–84 in 1704–11. Leta 1676 so se Baškirji uprli pod vodstvom vodje po imenu Seyid Sadir ali 'Seit Sadurov' in ruska vojska je imela velike težave pri končanju upora. Baškirji so se ponovno dvignili leta 1707, pod Aldarjem in Kûsyomom, zaradi zaznanega slabega ravnanja cesarskih ruskih uradnikov.
Ob ustanovitvi Orenburga leta 1735 se je zgodil četrti upor, ki je trajal šest let. Ivan Kirillov je oblikoval načrt za izgradnjo utrdbe, ki se bo imenovala Orenburg pri Orsku na sotočju reke Or in reke Ural, jugovzhodno od Urala, kjer so se srečale baškirske, kalmiške in kazahstanske dežele. Dela na utrdbi Orenburg so se začela v Orsku leta 1735. Vendar je bilo leta 1743 mesto Orenburg premaknjeno še 250 km zahodno na njegovo sedanjo lokacijo. Naslednja načrtovana gradnja naj bi bila utrdba na Aralskem jezeru. Posledica utrdbe ob Aralskem jezeru bi vključevala prečkanje Baškirjev in dežel kazaške Male horde, od katerih so nekatere pred kratkim ponudile nominalno pokornost ruski kroni.
Južno stran Baškirije je razdelila Orenburška linija utrdb. Utrdbe so potekale od Samare ob Volgi vzhodno do povirja reke Samare. Nato je prestopila do sredine reke Ural in sledila toku reke vzhodno in nato severno na vzhodni strani Urala. Nato je šla proti vzhodu ob reki Uy do Ust-Uisk na reki Tobol, kjer se je povezala z slabo opredeljeno »sibirsko linijo« vzdolž meje gozdne stepe.
Leta 1774 so Baškirji pod vodstvom Salavata Yulajeva podprli Pugačev upor. Leta 1786 so Baškirji dosegli status brez davkov; in leta 1798 je Rusija izmed njih oblikovala neregularno baškirsko vojsko.

### Napoleonske vojne
Med napoleonskimi vojnami so številni Baškirji služili kot plačanci v ruski vojski za obrambo pred francoskimi napadalci med Napoleonovo invazijo na Rusijo. Kasneje so bili baškirski bataljoni najbolj opazni borci med napoleonskimi vojnami na severnonemški in nizozemski planoti. Nizozemci in Nemci so Baškirje imenovali »severni Amuri«, verjetno zato, ker prebivalstvo ni vedelo, kdo so pravzaprav Baškirji in od kod prihajajo, zato je uporaba »Amurcev« v imenu lahko približek; ti bataljoni so veljali za osvoboditelje od Francozov, vendar sodobni ruski vojaški viri Baškirjem ne pripisujejo teh dosežkov. Ti polki so sodelovali tudi v bitki pri Parizu in kasnejši okupaciji Francije s strani koalicijskih sil.

### Ustanovitev Prve republike Baškortostan
Po boljševiški revoluciji leta 1917 je Vsebaškirski Qoroltays (konvencija) sklenil, da je treba v Rusiji oblikovati neodvisno Baškirsko republiko. Kot rezultat, je 15. novembra 1917 Baškirski regionalni (osrednji) Shuro (svet), ki ga je vodil Äxmätzäki Wälidi Tıwğan, razglasil ustanovitev prve neodvisne Baškirske republike na območjih s pretežno baškirskim prebivalstvom: provincah Orenburg, Perm, Samara in Ufa in avtonomna entiteta Baškurdistan 15. novembra 1917. S tem je Baškortostan dejansko postala prva demokratična turška republika v zgodovini.

### Baškirska Avtonomna sovjetska socialistična republika
Marca 1919 je bila na podlagi dogovorov ruske vlade ustanovljena Baškirska avtonomna sovjetska socialistična republika.

### Druga svetovna vojna
Med drugo svetovno vojno so baškirski vojaki služili v Rdeči armadi za obrambo Sovjetske zveze in se borili proti Nemcem med nemško invazijo na Sovjetsko zvezo.

### Druga deklaracija o neodvisnosti
11. oktobra 1990 je bila razglašena Deklaracija o državni suverenosti Vrhovnega sveta republike. 31. marca 1992 je Baškortostan podpisal zvezni sporazum o razmejitvi pristojnosti in naravi pogodbenih odnosov med organi Ruske federacije in oblastmi suverenih republik v njegovi sestavi, vključno z Republiko Baškortostan.

## Genetika
Genetska sestava sodobnih Baškirjev je v povprečju sestavljena iz približno 60 % zahodnoevroazijskega/evropskega in 40 % sibirskega/vzhodnoazijskega genetskega materiala.
Genetske študije o haploskupinah Y-DNA so pokazale, da je prevladujoča pogostnost pri baškirskih moških haploskupina R1b (R-M269 in R-M73), ki je v povprečju 47,6 %. Druga najbolj dominantna haploskupina je haploskupina R1a s povprečno frekvenco 26,5 %, tretja pa haploskupina N1c s 17 %.
Haploskupine C, O, D1 so bile najdene pri nižjih incidencah in so povezane z daljnovzhodnimi Azijci. Glede na regijo in klan etničnih Baškirjev se te haploskupine gibljejo od zmernih do visokih frekvenc. Haploskupina R1b-Z2106 prevladuje v Baškir Burzjan in Gaina (87%), razen v nekaj regijah, kjer se giblje od 0% do 2 manj kot 18%, prevladuje klan Kanglih haploskupine G1 (60%), prevladuje haploskupina N3 (61%) ) v klanu Enes (44 % se nanaša na "vzhodnosibirsko" vejo N3a2). V uranovem klanu frekvenca N3a4 doseže 90%. Celoten genski sklad Unlarja predstavlja haploskupina R1a, dosega tudi 77% baliksa, vendar doseže od 0% do 10% v drugih klanih. V genskem bazenu Mintsev "severnoazijska" haploskupina N3a je 34 %, podvarianta N3a4-Z1936 pa doseže 29 %, haploskupina R1a1a * v kovnicah je 22 %, bližnjevzhodni haploskupini J2 in G2 10 % (od 0 -17 %). Haploskupina vzhodne Azije C2 * -M217 (xM48) je 0 % do 17 %. Haploskupina O-M75 0% do 6%.
Zgodovinski vzorec Y-DNK  Béla III. Madžarskega, člana rodbine Árpád, spada v isto podvejo s sodobnimi baškirskimi vzorci.
Večina haploskupin mtDNA Baškirjev (60%) je sestavljena iz haploskupin, značilnih za zahodno-evrazijsko prebivalstvo. Po drugi strani pa so bile haploskupine mtDNA, značilne za vzhodnoevrazijske populacije, najdene v zmernih količinah (40 %). Imunogenetik Suslova je leta 2015 komentiral, da:
Baškirji se po porazdelitvi alelov in haplotipov zdijo blizu Mongoloidom. Vendar Baškirjev ni mogoče označiti niti za tipične mongoloide niti za kavkazoide. Tako imajo Baškirji nekaj alelov in haplotipov, ki so pogosti pri Mongoloidih, kar podpira turški vpliv na Baškirsko etnogenezo, imajo pa tudi haplotip AH 8.1, ki bi lahko dokazal starodavno kavkaško populacijo, ki je sodelovala pri njihovi etnični tvorbi ... Baškirji niso pokazali značilnosti populacij s precejšnjo ugrofinsko komponento, na primer Čuvaši ali ruski Saami. To je v nasprotju s splošnim prepričanjem o ugrofinskem izvoru Baškirjev ... — Suslova et al. 2015, International Journal of Immunogenetics
Za Baškirje je značilna vzhodnoazijska primes, ki izvira iz 13. stoletja, glede na analizo segmentov identičnih po rodu.
Skupina Baškirjev iz okrožij Burzjanski in Abzelilovski v Republiki Baškortostan v regiji Volga-Ural, ki pripadajo subkladu R1a R1a-SUR51, je najbližja sorodnica madžarski dinastiji Árpád, od katere so se ločili pred 2000 leti.

## Jezik
Baškirski jezik je turški jezik skupine Kipčak. Ima tri glavna narečja: južno, vzhodno in severozahodno, ki so na ozemlju zgodovinskega Baškortostana.
Ruski popis prebivalstva leta 2010 je v Ruski federaciji zabeležil 1.152.404 govorcev baškirščine. Baškirski jezik je materni jezik 1 133 339 Baškirjev (71,7 % vseh Baškirjev, ki poročajo o maternem jeziku). Tatarski jezik je bil naveden kot materni jezik za 230.846 Baškirjev (14,6 %), ruski jezik pa kot materni jezik za 216.066 Baškirjev (13,7 %). Večina Baškirjev je dvojezičnih v baškirščini in ruščini.
Prvi pojav "baškirskega" jezika sega v 9. stoletje našega štetja, v obliki kamnitega napisa z runsko abecedo, najverjetneje ta abeceda izhaja iz jenisejske različice stare turške runske pisave. Ta arhaična različica baškirskega jezika bi bila bolj ali manj narečje protokipčaškega jezika, vendar je od takrat baškirski jezik doživel vrsto sprememb samoglasnikov in soglasnikov, ki so posledica skupne literarne zgodovine z idelskim tatarskim jezikom od nastanka kumansko-kipčaške konfederacije, ko so Volški Bolgari začeli prejemati kipčakski turški vpliv in postali Tatari, najverjetneje med 10. in 11. stoletjem.
Nogajski in karačajsko-balkarski jezik sta najverjetneje zveneča ohranjena jezika, ki je najverjetneje najbližja izumrlemu protokipčakškemu baškirskemu jeziku.
Iz približno 900-letnega obdobja sta je baškirski jezik in ideltatarski jezik, ki sta bila prej popolnoma različna jezika, "stopila" v vrsto narečij skupnega jezika "volga kipčak" ali "volga turki", Tatari in Baškirji so bili in vedno bodo dve ljudstvi popolnoma različnega izvora, kultur in identitet, a zaradi skupne literarne zgodovine v 900-letnem obdobju sta oba jezika končala v skupnem jeziku, ki se je govoril v različnih narečjih z značilnostmi, ki so odvisne od ljudi, ki so jih govorili.

## Demografija
Etnična baškirska populacija je ocenjena na 2 milijona ljudi (2009 SIL Ethnologue). Ruski popis leta 2010 je zabeležil 1.584.554 etničnih Baškirjev v Rusiji, od tega 1.172.287 Baškirjev živi v Baškortostanu (29,5% celotnega prebivalstva republike).

## Kultura
Baškirji so se tradicionalno ukvarjali s kmetijstvom, živinorejo in čebelarstvom. Napol nomadski Baškirji so potovali po gorah ali stepah in pasli živino. Čebelarstvo divjega panja je še ena izpričana tradicija, ki se izvaja v istem okrožju Burzyansky blizu Kapove jame.
Tradicionalna baškirska jed bišbarmak je pripravljena iz kuhanega mesa in halme (vrsta rezancev), posuta z zelišči in aromatizirana s čebulo in korotom (mladim suhim sirom). Mlečni izdelki so še ena pomembna značilnost baškirske kuhinje: jedi se pogosto postrežejo z mlečnimi izdelki in le malo praznovanj se zgodi brez serviranja korot ali kajmak (kisle smetane).

### Epske pesmi in mitologija
Baškirji imajo bogato folkloro, ki se nanaša na nastanek in zgodnjo zgodovino ljudi. Skozi dela njihove ustne ljudske umetnosti se ohranjajo pogledi starodavnih Baškirjev na naravo, njihovo modrost, psihologijo in moralne ideale. Žanrska sestava baškirskega ustnega izročila je raznolika: epi in pravljice, legende in izročila, uganke, pesmi (obredne, epske ali lirične) itd.
Baškirske pesmi, tako kot epske stvaritve drugih ljudstev, izvirajo iz starodavne turške mitologije, pravzaprav lahko baškirsko epsko kulturo pripovedi štejemo za bolj razvito in razširjeno različico stare turške epske kulture. Večina pesmi Baškirske mitologije je bila zapisana in objavljena kot knjige na začetku 20. stoletja, te pesmi sestavljajo velik del literature Baškirskega ljudstva in so pomembni primeri nadaljnje razvite turške kulture.
Nekatere od teh pesmi so postale pomembne na celinski ravni, na primer epska pesem Ural-Batir, ki pripoveduje zgodbo o legendarnem junaku Uralu, je izvor imena Uralskih gora, naravne meje med Evropo in Azijo. Druge pesmi predstavljajo velik del Baškirske nacionalne identitete, druge zgodbe poleg Ural-Batirja so "Aqbuzat", "Qara yurga", "Aqhaq qola", "Kongur buga", "Uzaq Tuzaq" in mnoge druge.

### Ural-Batir in njegov vpliv
Pesem Ural-Batir je ep, ki vključuje božanstva tengristskega panteona. Temelji na predislamskem baškirskem pojmovanju sveta. V epu Ural-Batir je svet tristopenjski. Vključuje nebeško, zemeljsko in podzemno (podvodno) trojstvo: na nebu prebiva nebeški kralj Samrau, njegovi soprogi sta Sonce in Luna, ima dve hčerki, Umay in Aikhylu, ki sta utelešeni bodisi v obliki ptic ali lepa dekleta. Umay je utelešena v labodu in pozneje med nadaljevanjem zgodbe prevzame videz lepe deklice.
Na zemlji živijo ljudje, med katerimi najboljši obljubljajo čast in spoštovanje obstoju narave. Tretji svet je podzemni svet, kjer živijo Deve (tudi ednina Deva ali Div), inkarnirane kot kača, inkarnacija temnih sil, ki živijo pod zemljo. Z dejanji in delitvami sveta, povezanimi z Ural-Batirom, Baškirji izražajo manihejski pogled na dobro in zlo. Legendarni junak, ki ima titansko moč, premaguje neverjetne težave, uniči deva in pridobi "živo vodo" (predstava o vodi v naravi, v predislamskem baškirskem panteonu turške mitologije, velja za duha življenja) .
Ural tako pridobi "živo vodo", da bi premagal smrt v imenu večnega obstoja človeka in narave. Ural umre in iz njegovega telesa nastane Uralsko gorovje; ime gorovja Ural izhaja iz te pesmi.

### Glasba
Baškirji imajo slog prizvočnega petja, ki se imenuje özläü (včasih se piše uzlyau; baškorštansko Өзләү), ki je skoraj izumrl. Poleg tega Baškirji pojejo uzlyau tudi med igranjem na kuraj, nacionalni instrument. To tehniko vokalizacije v flavto najdemo tudi v ljudski glasbi vse do zahoda Balkana in Madžarske.

## Religija
V predislamskem obdobju so Baškirji izvajali animizem in šamanizem ter vključevali kozmogonijo tengrizma.
Baškirji so se začeli spreobračati v islam v 10. stoletju. Arabski popotnik Ibn Fadlan je leta 921 srečal nekaj Baškirjev, ki so bili že muslimani. Končna uveljavitev islama med Baškirji se je zgodila v 1320-ih in 1330-ih letih v obdobju Zlate horde. V sodobnem Baškortostanu je ohranjen mavzolej Husein-Beka, grobišče prvega imama zgodovinskega Baškortostana. Mavzolej je stavba iz 14. stoletja. Katarina Velika je leta 1788 ustanovila Orenburško mohamedansko duhovno skupščino v Ufi, ki je bila prvo muslimansko upravno središče v Rusiji.
Verski preporod med Baškirji se je začel v zgodnjih 1990-ih. Po besedah Talgata Tadzhudina je bilo leta 2010 v Baškortostanu več kot 1000 mošej.
Baškirji so pretežno sunitski muslimani hanefijskega mezhaba.